# Bad Dürrheim
Bad Dürrheim est une ville de Bade-Wurtemberg en Allemagne, située dans l'arrondissement de Forêt-Noire-Baar.
Bad Dürrheim est limitrophe de Tuningen, Villingen-Schwenningen, Brigachtal, Donaueschingen, Geisingen, Immendingen et Talheim.

## Géographie
Bad Dürrheim (703 m) est situé sur le plateau de la Baar, à 5 km au sud-est de Villingen, 3 km au sud de Schwenningen et 8 km au nord de Donaueschingen. Les villages de Biesingen, Hochemmingen, Oberbaldingen, Öfingen, Sunthausen et Unterbaldingen font partie de la ville de Bad Dürrheim, en partie avant 1972, et entièrement depuis 1972 à la suite de la fusion de ces communes et de Bad Dürrheim.

## Jumelages
- Hajdúszoboszló (Hongrie)
- Enghien-les-Bains (France)
- Spotorno (Italie)